# 第十六忠实弗拉维乌斯军团
第十六忠实弗拉维乌斯军团（英語：Legio XVI Flavia Firma）古罗马军队建制名称。由罗马帝国君主韦斯伯芗于公元70年建立并存在至4世纪。早期的研究认为该军团的象征可能为狮子，但后来又有研究认为是飞马。该军团曾长驻叙利亚省，具有重要地影响与积极意义。

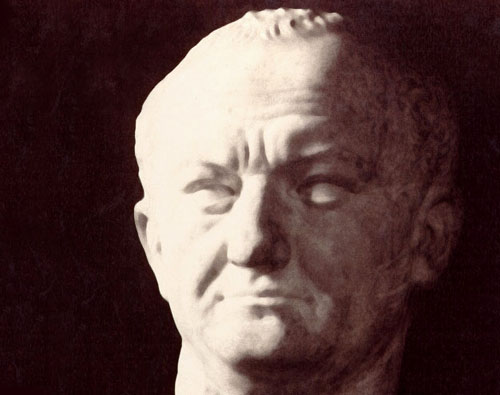
韦斯伯芗